# Tanyproctus xizangensis
Tanyproctus xizangensis är en skalbaggsart som beskrevs av Zhang 1987. Tanyproctus xizangensis ingår i släktet Tanyproctus och familjen Melolonthidae. Inga underarter finns listade i Catalogue of Life.